# Chiesa di Santa Lucia alle Malve
Santa Lucia alle Malve è una chiesa rupestre situata presso il Sasso Caveoso di Matera, annessa ad un monastero femminile benedettino risalente all'XI secolo.

## Storia
Inizialmente la chiesa venne intitolata a Sant'Agata, per essere poi dedicata a Santa Lucia tra il 1217 e il 1267. Dopo il trasferimento nel 1525 delle suore dapprima al monastero di Santa Lucia alla Civita e poi di Santa Lucia al Piano, la chiesa venne utilizzata come abitazione.

## Architettura
Tre calici scolpiti appartenenti ad epoche diverse sono posizionati sulla facciata e rimandano al martirio di Santa Lucia.
Sulle pareti interne sono presenti pregevoli affreschi, molti dei quali sono stati ritrovati durante il restauro del 1977 e risalgono al XII secolo. In particolare spiccano l'Arcangelo Gabriele che calpesta un drago, segno del male e degli infedeli, datato 1250, quello della Madonna del Latte, del 1270, San Nicola, San Benedetto, Giovanni Battista, Santa Scolastica e molti altri.
La chiesa vera e propria era facilmente distinguibile dalla Laura, ovvero le abitazioni monastiche, che a partire dal 1283 furono utilizzate come abitazioni private, poiché la comunità in quell'anno si trasferì alla Civita.
Sostanzialmente la chiesa era suddivisa in due parti. La prima è tutt'oggi aperta al pubblico e mostra restauri e rinnovamenti, abbracciando solo la navata di destra. Ancora oggi il 13 Dicembre, ovvero nel giorno di Santa Lucia, vi si celebra la messa. 
La seconda parte invece, comprendente le restanti navate era adibita ad abitazione privata.
Le tre navate non sono perfettamente e simmetricamente allineate, ciò rende ancor più simile la generale costruzione delle chiese rupestri ad un litotomo.
Per quanto riguarda la cripta è molto ricca di affreschi che rendono ancor più pregiata l'iconografia della chiesa.
Al di sopra della chiesa è situata una necropoli con tombe nella roccia.